# Danh sách vườn quốc gia tại Trung Quốc
Có tổng cộng 11 vườn quốc gia tại Trung Quốc được chính phủ chấp thuận và thành lập. Năm 2016, vườn quốc gia Tam Giang Nguyên nằm trên khu vực Cao nguyên Thanh Tạng trở thành vườn quốc gia đầu tiên của Trung Quốc. Một năm sau đó, chính phủ tiếp tục thiết lập vườn quốc gia Phúc Kiến Vũ Di Sơn, Vườn quốc gia Hổ Báo Đông Bắc và các vườn quốc gia khác. Mỗi vườn quốc gia được quản lý bởi một cơ quan vườn quốc gia riêng biệt và thuộc Cơ quan Quản lý Tài nguyên thiên nhiên Quốc gia thuộc Nhà nước.
Việc xây dựng hệ thống vườn quốc gia của Trung Quốc đã tồn tại trong một thời gian dài, nhưng bị hạn chế bởi nhiều yếu tố khác nhau, kế hoạch xây dựng hệ thống vườn quốc gia đã bị mắc kẹt. Trước khi thành lập hệ thống vườn quốc gia, Trung Quốc đã thông qua hệ thống khu bảo tồn thiên nhiên quốc gia như là cơ sở của vườn quốc gia như các nước khác. Vào tháng 11 năm 2013, phiên họp của Ủy ban Trung ương Đảng Cộng sản đề xuất thành lập một hệ thống vườn quốc gia đầu tiên tại Trung Quốc. Tháng 9 năm 2017, Văn phòng Trung ương Đảng và Quốc vụ viện ban hành việc thiết lập một chương trình tổng thể hệ thống vườn quốc gia. đánh dấu sự ra đời của các vườn quốc gia. Theo đó, các vườn quốc gia là "vùng đất liền hoặc biển cụ thể về ranh giới và bảo vệ hệ sinh thái tự nhiên trên quy mô lớn đại diện của quốc gia để bảo tồn thiên nhiên cho mục đích khoa học và sử dụng hợp lý tài nguyên". Khái niệm xây dựng Vườn quốc gia của Trung Quốc bao gồm ba yếu tố: bảo vệ sinh thái trước tiên, đại diện quốc gia và đảm bảo phúc lợi công cộng cho tất cả. Đồng thời, một số vườn quốc gia có thể bao quát phạm vi các điểm danh thắng cấp quốc gia, khu bảo tồn thiên nhiên quốc gia và các khu vực bảo vệ khác.
Hiện tại có 13 tỉnh ở Trung Quốc có vườn quốc gia, trong đó Cam Túc và Thanh Hải có đều hai vườn quốc gia. Tam Giang Nguyên là vườn quốc gia thành lập đầu tiên và cũng là nơi có diện tích lớn nhất. Các vườn quốc gia Tam Giang Nguyên, Dãy núi Vũ Di Phúc Kiến, Hồ Bắc Thần Nông Giá và Vạn Lý Trường Thành Bắc Kinh trước khi thành lập đã bao gồm hoặc là đều là Di sản thế giới của UNESCO. Hai Di sản thế giới khác là Tam Thanh Sơn, Lư Sơn có tên gắn với Vườn quốc gia nhưng lại chưa phải là vườn quốc gia trong hệ thống thành lập này.

## Danh sách
Dưới đây là danh sách các vườn quốc gia tại Trung Quốc được Hội đồng Nhà nước phê duyệt và thành lập. Các khu vực bảo vệ khác có tên là Vườn quốc gia nhưng không được phê duyệt sẽ không được liệt kê dưới đây.
| Tên                                         | Hình ảnh | Vị trí                          | Ngày thành lập            | Diện tích        | Mô tả |
| ------------------------------------------- | -------- | ------------------------------- | ------------------------- | ---------------- | --- |
| Vườn quốc gia Tam Giang Nguyên              |          | Thanh Hải                       | Ngày 9 tháng 3 năm 2016.  | 123.100 km vuông | Nó bao gồm 3 công viên nhỏ hơn là Trường Giang Nguyên, Hoàng Hà Nguyên và Lan Thương Nguyên.. Vườn quốc gia này bao gồm các đỉnh núi phủ đầy tuyết, sông băng, sông hồ, đầm lầy, đồng cỏ núi cao, lãnh nguyên là nơi bảo tồn đoạn thượng nguồn của ba con sông lớn nhất Trung Quốc là Trường Giang, Hoàng Hà, sông Lan Thương (đoạn sông Mê Kông chảy qua Trung Quốc). Khu vực là một phần của Di sản thế giới Thanh Hải Hy Nhĩ. |
| Vườn quốc gia Gấu Trúc Lớn                  |          | Tứ Xuyên; Thiểm Tây; Cam Túc    | Ngày 31 tháng 1 năm 2017  | 27.000 km vuông  | Vườn quốc gia nhằm mục đích tăng cường việc xây dựng hành lang môi trường sống cho loài Gấu trúc lớn và kết nối các môi trường sống cũng như các quần thể gấu trúc bị cô lập ban đầu có sự gắn kết với nhau trên các khu vực tự nhiên của Tần Lĩnh, Dân Sơn, Cung Lai Sơn, Đại Tương Lĩnh và Lương Sơn. |
| Vườn quốc gia Hổ Báo Đông Bắc               |          | Cát Lâm; Hắc Long Giang         | Ngày 5 tháng 12 năm 2016  | 14.600 km vuông  | Vườn quốc gia nhằm mục đích bảo vệ hiệu quả và khôi phục số lượng hoang dã của hai loài Hổ và Báo Mãn Châu có mặt tại vùng Đông Bắc và duy trì sự ổn định của nó. Nó cũng nhằm mục đích giải quyết mâu thuẫn giữa việc bảo vệ hai loài này tại vùng Đông Bắc với việc phát triển kinh tế xã hội tại địa phương. |
| Vườn quốc gia Phổ Đạt Thố                   |          | Vân Nam                         | Ngày 26 tháng 10 năm 2016 | 602,1 km vuông   | Nằm tại châu tự trị dân tộc Tạng Địch Khánh, vườn quốc gia có nguồn tài nguyên sinh thái phong phú như đầm lầy hồ, đồng cỏ, rừng, suối, thung lũng sông, hệ động thực vật quý hiếm và môi trường sinh thái nguyên sinh được bảo tồn tốt. |
| Vườn quốc gia Hồ Bắc Thần Nông Giá          |          | Thần Nông Giá, Hồ Bắc           | Ngày 14 tháng 5 năm 2016  | 1.170 km vuông   | Vườn quốc gia nhằm mục đích bảo vệ hiệu quả hệ sinh thái rừng cận nhiệt đới địa phương và hệ sinh thái đất ngập nước với đầm lầy than bùn và rêu của lâm khu Thần Nông Giá. |
| Vườn quốc gia Chiết Giang Tiền Giang Nguyên |          | Khai Hóa, Chiết Giang           | Ngày 15 tháng 7 năm 2016  | 252 km vuông     | Bao gồm Khu bảo tồn thiên nhiên quốc gia Cổ Điền Sơn, Lâm viên quốc gia Tiền Giang là thắng cảnh cấp tỉnh, vườn quốc gia kết nối các vùng đất bảo vệ này và bảo vệ hiệu quả các loài có nguy cơ bị tuyệt chủng như Gà lôi Elliot và Mang đầu lông. |
| Vườn quốc gia Hồ Nam Nam Sơn                |          | Thành Bộ và Thiệu Dương, Hồ Nam | Ngày 8 tháng 8 năm 2016   | 635,94 km vuông  | Bao gồm Danh thắng quốc gia Nam Sơn, Khu bảo tồn thiên nhiên quốc gia Kim Đồng Sơn, Lâm viên quốc gia Hẻm núi Lưỡng Giang, Công viên ngập nước quốc gia Bạch Vân Hồ và kết nối các hệ sinh thái với nhau, vườn quốc gia nhằm bảo vệ quần thể chim di trú địa phương và các cảnh quan sinh thái. |
| Vườn quốc gia Phúc Kiến Vũ Di Sơn           |          | Nam Bình, Phúc Kiến             | Ngày 14 tháng 3 năm 2016  | 982,59 km vuông  | Bao gồm khu bảo tồn thiên nhiên quốc gia Phúc Kiến Vũ Di Sơn, thắng cảnh quốc gia Vũ Di Sơn và khu bảo vệ thượng lưu sông Cửu Trại, vườn quốc gia nhằm bảo vệ hiệu quả sự đa dạng sinh học của địa phương, cảnh quan tự nhiên ấn tượng và các loài động thực vật quý hiếm. |
| Vườn quốc gia Bắc Kinh Trường Thành         |          | Diên Khánh, Bắc Kinh            | Ngày 14 tháng 1 năm 2017  | 59,91 km vuông   | Bao gồm các danh thắng quốc gia Bát Đạt Lĩnh và Minh Thập Tam lăng (phần ở Diên Khánh), vườn quốc gia nhằm bảo vệ các di sản văn hóa tại địa phương. |
| Vườn quốc gia Kỳ Liên Sơn                   |          | Cam Túc; Thanh Hải              | Ngày 26 tháng 6 năm 2017  | 50.000 km vuông  | vườn quốc gia bao gồm cả khu bảo tồn thiên nhiên quốc gia Kỳ Liên Sơn với mục đích nhằm mục đích giải quyết ảnh hưởng tiêu cực tới hệ sinh thái địa phương, và công tác quản lý phân mảnh của khu vực dãy núi Kỳ Liên Sơn |
| Vườn quốc gia Rừng mưa nhiệt đới Hải Nam    |          | Hải Nam                         | Ngày 23 tháng 1 năm 2019  | 44 km vuông      | Nằm ở trung tâm đảo Hải Nam, vườn quốc gia này bao gồm Ngũ Chỉ Sơn, là đỉnh núi cao nhất Hải Nam và một số đỉnh núi khác như Anh Ca Lĩnh, Tiêm Phong Lĩnh, Bá Vương Lĩnh, Điếu La Sơn cùng 5 khu bảo tồn thiên nhiên, 3 khu bảo tồn tự nhiên tỉnh, 4 công viên rừng và 6 trang trại rừng khác. Vườn quốc gia có nhiệm vụ bảo vệ hệ sinh thái của những khu rừng mưa nhiệt đới trên đảo Hải Nam.                                  |